# Haliotis madaka
Espèce
Statut de conservation UICN

ENA2cde : En danger
Haliotis madaka est une espèce de mollusques de la famille des Haliotidae.

## Description
La taille de la coquille varie entre 60 et 246 mm.

## Distribution
Cette espèce marine est présente au large du Japon et de la Corée.

## Menaces

### Pêche
Cette espèce a été gravement surexploitée pendant de nombreuses années et est maintenant extrêmement rare dans l'ensemble des prises japonaises d'ormeaux. On estime que la somme de l'abondance des stocks de H. madaka et de H. gigantea à Kikaine, préfecture de Chiba, côte pacifique de Honshu, est passée de 360 tonnes en 1970 à 3 tonnes en 1994..

### Pollution
La plupart des populations de cette espèce se trouvent dans ou à proximité des habitations humaines avec un trafic maritime considérable. Il a été démontré que les agents antisalissures, le tributylétain (TBT) et le triphénylétain (TPT), utilisés pour peindre les coques des navires et des engins de pêche, ont un effet toxique sur l'espèce.

### Perte d'alimentation
Comme toutes les espèces d'haliotides, cette espèce dépend de la disponibilité d'algues pour son alimentation. Des réductions significatives de l'abondance des macro-algues brunes autour du sud-ouest du Japon sont suggérées comme l'un des principaux facteurs du déclin des ormeaux dans cette région

## Systématique
Le nom valide complet (avec auteur) de ce taxon est Haliotis madaka (Habe (d), 1977).
L'espèce a été initialement classée dans le genre Nordotis sous le protonyme Nordotis madaka Habe, 1977.
Haliotis madaka a pour synonyme :
- Nordotis madaka Habe, 1977

## Publication originale
- (ja) T. Habe, « [Miscellaneous knowledge about mollusks 8: Nordotis madaka is a new species] », Chiribotan, Tokyo, vol. 9,‎ 1977, p. 93-94 (ISSN 0577-9316).